# Puentes del Río Matanza-Riachuelo
A continuación se enumeran los puentes instalados a lo largo del río Matanza Riachuelo entre sus nacientes en la provincia de Buenos Aires, Argentina, y su desembocadura en el Río de la Plata.
Se enumeran desde su desdembocadura río arriba:

### Puentes carreteros
- Puente de la autopista Buenos Aires - La Plata (km 1,1): habilitado el 1 de julio de 1995, esta estructura de hormigón posee una altura libre de 28 m.
- Puente Nicolás Avellaneda (Ruta Nacional A001) (km 1,3): se inauguró en 1940 y posee un diseño similar al puente transbordador ubicado a pocos metros, aunque presenta una estructura de hormigón armado y una senda de vehículos. Une Buenos Aires con el partido de Avellaneda, y sobre este pasan miles de vehículos por día. También sirve para cruzar el río peatonalmente.
- Puente Transbordador Nicolás Avellaneda (km 1,4): uno de los íconos más importantes del barrio de La Boca. Está construido íntegramente en hierro abulonado, y fue inaugurado en 1913. Cumplía la función de transportar gente de una orilla a otra, trasladándose sobre una plataforma. Desde que se desactivó en 1947 estuvo en desuso, hasta su reactivación en 2017.
- Nuevo Puente Pueyrredón (km 4,0): inaugurado el 19 de diciembre de 1969,[1] une las avenidas Mitre e Hipólito Yrigoyen (ex Pavón) (Partido de Avellaneda) con la Autopista 9 de Julio (ciudad autónoma de Buenos Aires), y es uno de los lugares donde más se realizan movilizaciones de protestas y cortes "piqueteros".
- Puente Pueyrredón (km 4,3): esta estructura abierta al público en 1931 une la Avenida Presidente Bartolomé Mitre del Partido de Avellaneda con la calle Vieytes de la ciudad autónoma de Buenos Aires. Este puente tenía gran caudal vehicular hasta que se construyó el Nuevo Puente Pueyrredón. En esta ubicación hubo varios puentes desde el año 1791.
- Puente Bosch (km 4,8): es un puente levadizo inaugurado en 1908, que une el barrio de Barracas con la localidad de Piñeiro, del Partido de Avellaneda. Se encuentra justo al lado del puente ferroviario del Ferrocarril General Roca. de trágica historia. Tuvo una trágica historia; a las 6:05 del 12 de julio de 1930, confundido por la espesa niebla, el conductor del tranvía 105 no advirtió que el puente estaba levantado para permitir el paso de un barco, siguió su marcha y el tranvía cayó a las aguas del Riachuelo. Murieron 56 de los 60 pasajeros que transportaba el tranvía. En su mayoría, obreros que se dirigían a su trabajo. (Ver Accidente tranviario del Riachuelo).
- Puente Victorino de la Plaza (km 5,8): se inauguró en marzo de 1916 y une la avenida Vélez Sarsfield del barrio de Barracas con la localidad de Piñeyro.[2] Desde aquí comenzaba el Camino General Belgrano, único camino pavimentado a la ciudad de La Plata que existía en esa época.
- Puente Ezequiel Demonty (km 8,6): Anteriormente llamado Puente Alsina, con su pórtico característico de estilo neocolonial, se inauguró en 1938 y comunica la avenida Sáenz del barrio de Nueva Pompeya con la avenida Remedios de Escalada de San Martín de la localidad de Valentín Alsina en el partido de Lanús. El nombre original de esta estructura era José Félix Uriburu, la legislatura porteña repuso el nombre original (Puente Alsina) (ley mediante) en 2002, y luego en 2015, por otra resolución de la legislatura porteña, se le cambia el nombre por el actual (Ezequiel Demonty). En esta ubicación hubo varios puentes, el primero de ellos construido en 1859.
- Puente Olímpico Ribera Sur (km 11,7): Es un puente que conecta la autopista Cámpora y la avenida 27 de Febrero, en el barrio de Villa Soldati, con las avenidas De la Ribera Sur/Carlos Pellegrini, Coronel Osorio y Manuel Castro, del partido de Lanús. Inaugurado el 20 de septiembre de 2018,[3] cuenta con una calzada de siete metros en cada sentido, separador central, banquina izquierda de 50 centímetros y derecha de 1.50 metros, además está iluminado con luces de led, tiene un paso peatonal y otro para bicicletas. Facilita la conexión directa entre el centro de Lanús y la autopista Cámpora, y permite empalmar con las autopistas 25 de Mayo, Perito Moreno o Dellepiane. Es una alternativa a los puentes de La Noria y Alsina, ya que está en medio de éstos.

- Puente de la Noria (km 15,1): límite en el que el Río Matanza empieza a ser el Riachuelo, une la Avenida General Paz con el Camino Negro y la Capital Federal con el partido de Lomas de Zamora. Es un conjunto de tres puentes: el central, sin circulación vehicular, fue construido por la Dirección Nacional de Vialidad y habilitado en 1944; el que se encuentra al noreste tiene el sentido de tránsito hacia la Avenida General Paz, fue construido por la empresa Autopistas del Sol y habilitado en 2000; y el que se encuentra al sudoeste, con el sentido de tránsito opuesto, fue construido por la empresa Autopistas Urbanas, dependiente del Gobierno de la ciudad de Buenos Aires e inaugurado en 2008.[4]

- Puente de la Ruta Provincial 4 (km 20,1): también conocido como Camino de Cintura. Se encuentra en la intersección de tres localidades: Ciudad Evita y Aldo Bonzi en el partido de La Matanza y Nueve de Abril en el partido de Esteban Echeverría.

- Puentes de la Ruta Nacional A002 (km 22,6): más conocida como Autopista Ricchieri. Ubicados en los km 21 (viejo cauce) y 21,8 (río Matanza Riachuelo rectificado).[5]

- Puente que une la avenida Río de la Plata en Virrey del Pino con la calle Caaguazú en Tristán Suárez.

- Puente que une la calle Agustín Molina en Virrey del Pino con la calle Blas Parera en Tristán Suárez.

- Puente de la Autopista Camino del Buen Ayre: más conocida como Autopista Presidente Perón. Se ubica en el km 34 de esta futura autopista, en el límite entre los partidos de Ezeiza y La Matanza. El puente fue terminado y habilitado para la circulación vehicular en octubre de 2021 con la inauguración del tramo de 6 kilómetros entre la Ruta Nacional 3 y la Autopista Ezeiza-Cañuelas.[6]

- Puente que une la calle Miguel Planes en Virrey del Pino con la calle del mismo nombre en Máximo Paz.

- Puente de la Ruta Nacional 3: ubicado en el km 50,5 de esta carretera, este puente se encuentra entre los partidos de Marcos Paz y Cañuelas.[5] En 2008, cuando esta arteria fue convertida en autovía se construyó un segundo puente.

- Puente de la Ruta Provincial 6: ubicado en el km 104 de esta ruta, este puente se encuentra en el partido de General Las Heras. Se tuvo que construir un segundo puente en 2004 cuando esta carretera fue convertida en autovía.[7]

También existieron dos puentes transbordadores idénticos denominados Presidente Saénz Peña y Presidente Urquiza, construidos y operados por empresas privadas. La construcción de estos puentes había terminado en 1914 y 1915 respectivamente. Se encontraban en correspondencia con las calles Garibaldi y Patricios del barrio de La Boca. Estos puentes fueron desmontados entre 1965 y 1968.
Los puentes Victorino de la Plaza, el Bosch, el viejo puente Pueyrredón y el Alsina (ex-Uriburu) pertenecen a la Dirección Nacional de Vías Navegables, mientras que el Nuevo Puente Pueyrredón y el Nicolás Avelleneda corresponden a la Dirección Nacional de Vialidad. El complejo de puentes denominados de la Noria, como parte de la Avenida General Paz, está concesionado a la empresa privada Autopistas del Sol. Los cuatro primeros puentes no tuvieron el mantenimiento correspondiente a partir de la década de 1980 por problemas presupuestarios.

### Puentes ferroviarios

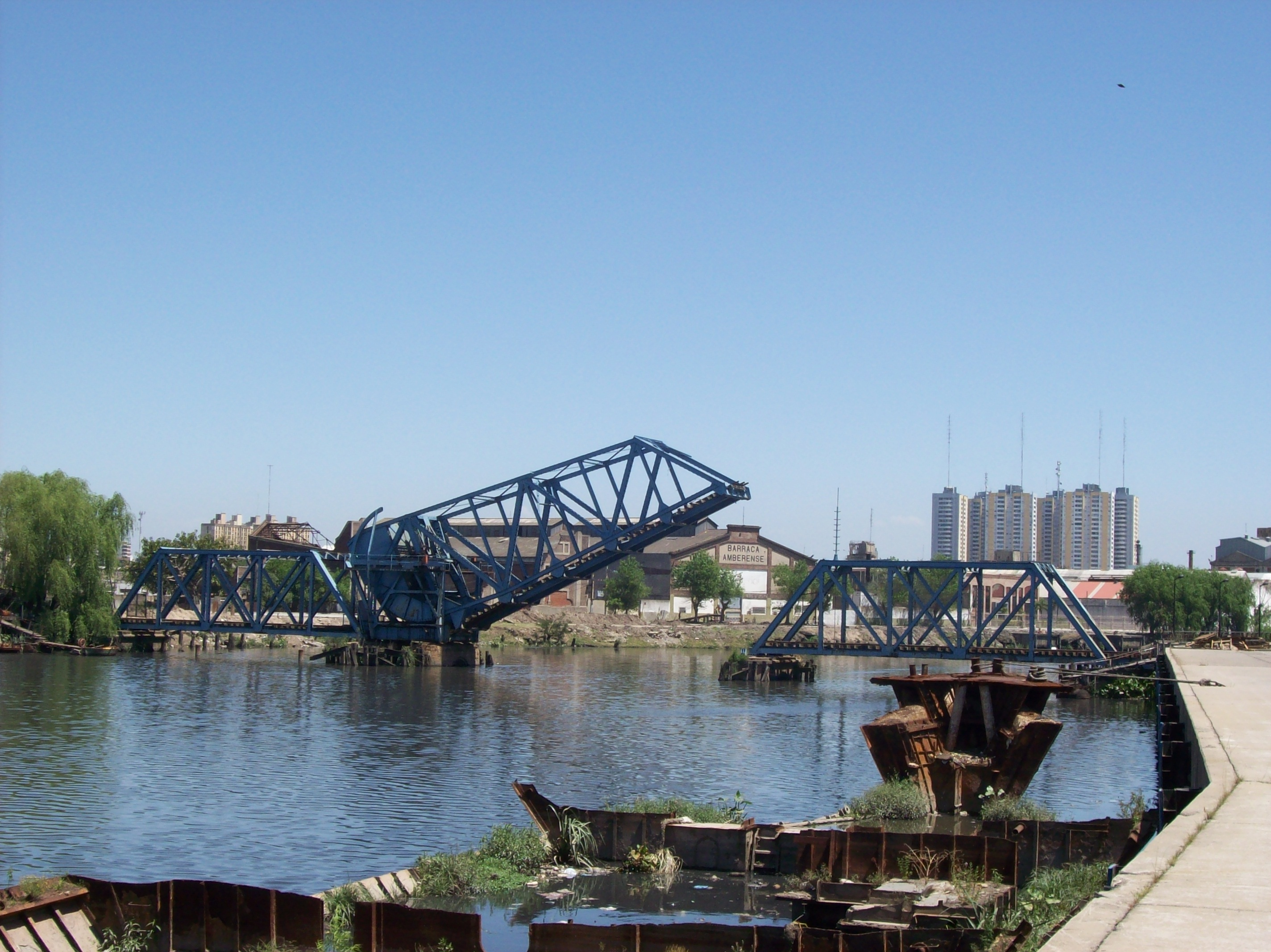
Puente Barraca Peña.

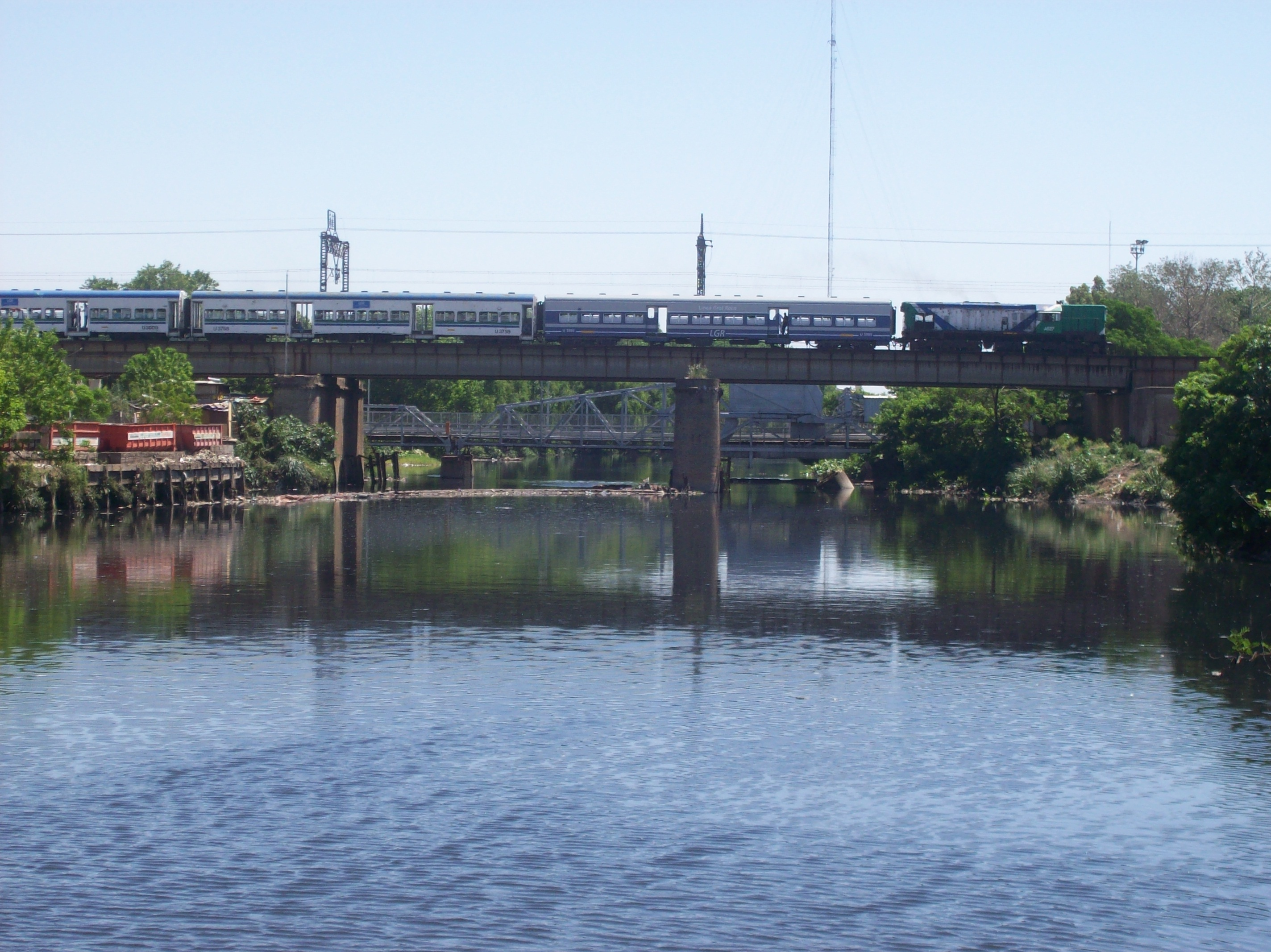
Tren diésel del Ferrocarril General Roca sobre el Riachuelo. Al fondo se encuentra el Puente Bosch.

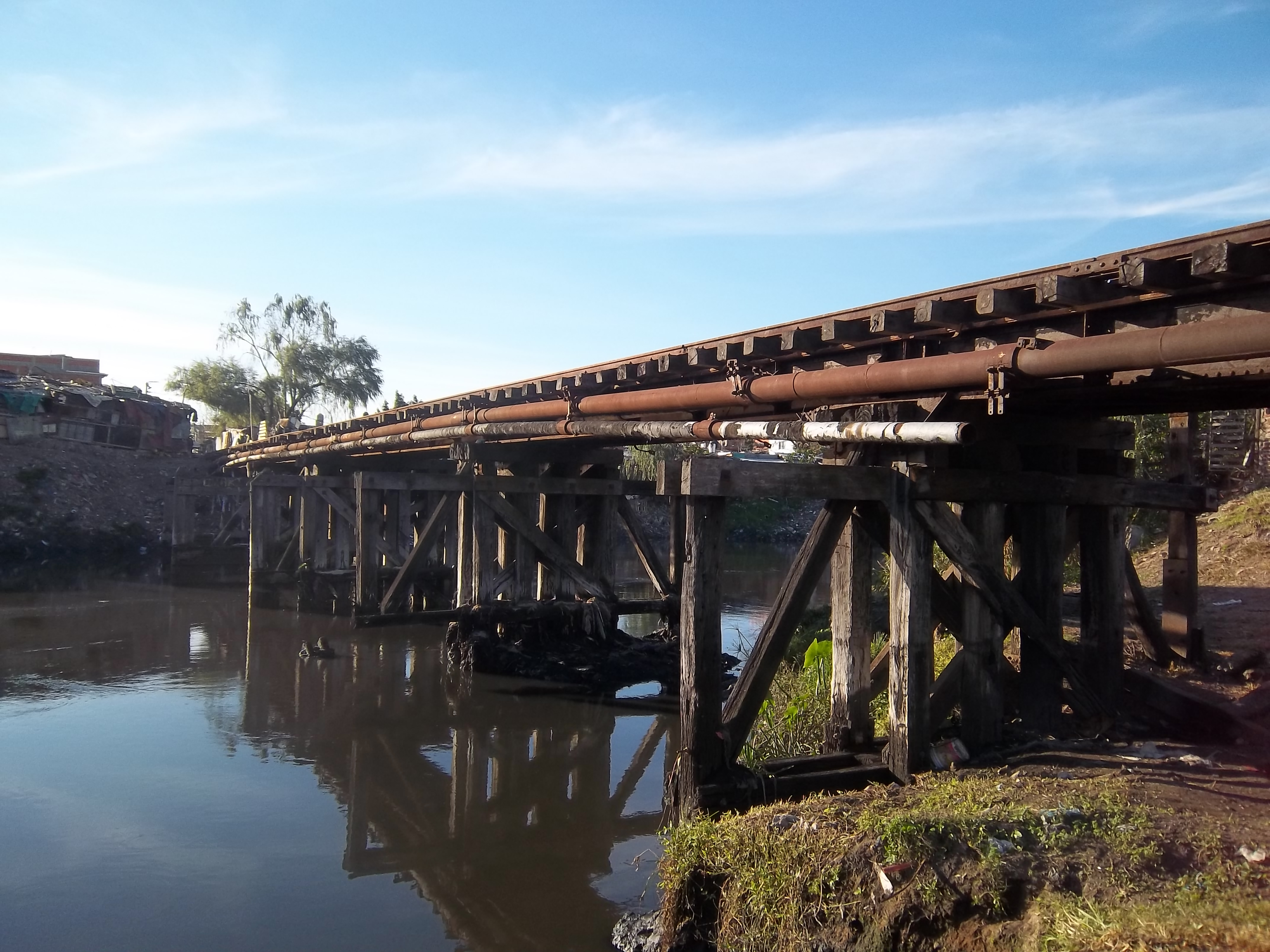
Puente Ingeniero Brian del Ferrocarril General Roca para uso exclusivo de cargas.

Los puentes ferroviarios construidos sobre este curso de agua son:
- Puente Barraca Peña. Puente levadizo perteneciente al Ferrocarril General Roca (km 2,8): construido y habilitado en 1913 por la compañía de capitales británicos Ferrocarril del Sud.

- Puente de la línea principal del Ferrocarril General Roca junto a la Estación Darío Santillán y Maximiliano Kosteki (km 4,8). En esta ubicación hubo tres puentes. El original data del año 1865, que fue reemplazado por un puente levadizo tipo Scherzer; el lado Este fue habilitado en mayo de 1909, mientras que el lado Oeste fue habilitado en diciembre de 1911. Los puentes citados anteriormente fueron construidos por la empresa Ferrocarril del Sud. Durante la construcción de estas estructuras, los trenes cruzaban el Riachuelo por otro puente ubicado unos cientos de metros río abajo, que estuvo en funcionamiento entre 1889 y 1914. Con la electrificación del servicio, a mediados de la década de 1980 se reemplazó la estructura.[11]

- Puente del ramal Sola de cargas: bajo este puente el río tiene su cauce original meandroso. Construido por la empresa Ferrocarril del Oeste en 1890 y reemplazado por otro en 1902, a este puente se lo conocía como Ingeniero Brian. Al lado había otro puente construido por el Ferrocarril del Sud que estuvo operativo entre 1906 y 1943. Para la erección de este puente con forma de parábola se aprovechó la estructura del puente del Ferrocarril Buenos Aires al Puerto de la Ensenada construido en 1872 y que se había desmoronado debido a la inundación ocurrida en 1884.[11] En la década de 1990 se construyó otro puente ferroviario en correspondencia con la rectificación del Riachuelo (en el km 6,8), 350 m al sur del puente original, pero aún no se realizó la rectificación en esta zona, por lo que no está en uso.

- Puente del ramal Puente Alsina y Marinos del Crucero General Belgrano del Ferrocarril General Belgrano (km 17,0): construido por la empresa Ferrocarril Midland de Buenos Aires, tuvo que ser reubicado por la rectificación del cauce.

- Puente Colorado (km 18,3): construido por la empresa Ferrocarril del Oeste en la época en que pertenecía a la provincia de Buenos Aires para poder acceder a la capital provincial, La Plata. El lado sudoeste fue habilitado en 1886 con reconstrucción de la parte metálica en 1905 y el lado noreste fue habilitado en 1911. Con la nacionalización de los ferrocarriles en 1948, este puente pasó al Ferrocarril Domingo Faustino Sarmiento. En 1994 se concesionó este tramo junto con el resto de las líneas suburbanas del Ferrocarril General Roca para correr trenes entre las estaciones Haedo y Temperley.

- Puente del ramal G3 del Ferrocarril General Belgrano: construido por la empresa de capitales franceses Compañía General de Ferrocarriles en la Provincia de Buenos Aires en las cercanías del Aeropuerto Ministro Pistarini y habilitado en 1911. No tiene tráfico desde 1993.

Antes de la rectificación existió una línea tranviaria que cruzaba el Riachuelo en correspondencia con la calle Larrazábal (km 13,5 del Riachuelo), cerca del puente de La Noria.

La Compañía de Tranvías del Oeste y Sudoeste, formada en 1906 por la fusión de dos empresas tranviarias, explotaba una línea de tranvías entre Lacarra y Rivadavia y el Riachuelo. Mediante la ley nacional 7499 del año 1910 el gobierno nacional extendió la concesión a la provincia de Buenos Aires. El puente estuvo en funcionamiento por poco tiempo ya que en 1913 la empresa desapareció.